# Погруддя Михайла Грушевського (Вербівці)
Погруддя Михайла Грушевського в селі Вербівці Долинського району Івано-Франківської області — пам'ятник українському історику, політику і громадському діячу Михайлові Сергійовичу Грушевському встановлений у селі в 1996 році.

## Ініціатива
Ініціатором відкриття пам'ятника став фермер М. Андрусяк, який виразив так свою вдячність, що живе в незалежній Україні. Колишній вчитель взяв на себе всі витрати на спорудження пам'ятника Михайлові Грушевському в цьому селі.

## Відкриття
Відкриття пам'ятника у Вербівках відбулося з нагоди 130-ї річниці від дня народження Михайла Грушевського. Скульптором пам'ятника став Август Басюк.